# تايرون ماي
تايرون ماي (بالإنجليزية: Tyrone May)‏ هو لاعب دوري الرغبي أسترالي، ولد في 21 يونيو 1996 في Blacktown ‏ في أستراليا.